# AWE Rennsportwagen

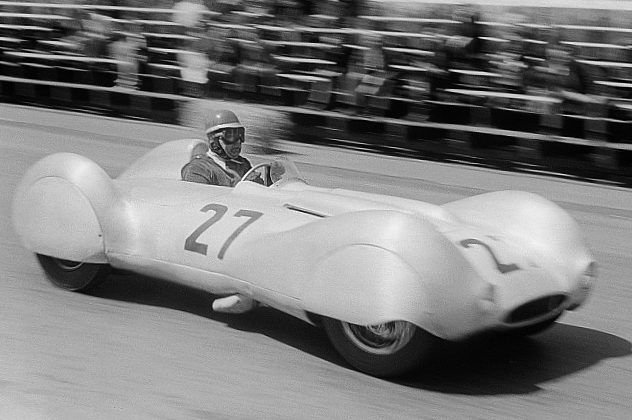
Arthur Rosenhammer in einem EMW Rennsportwagen (1954)

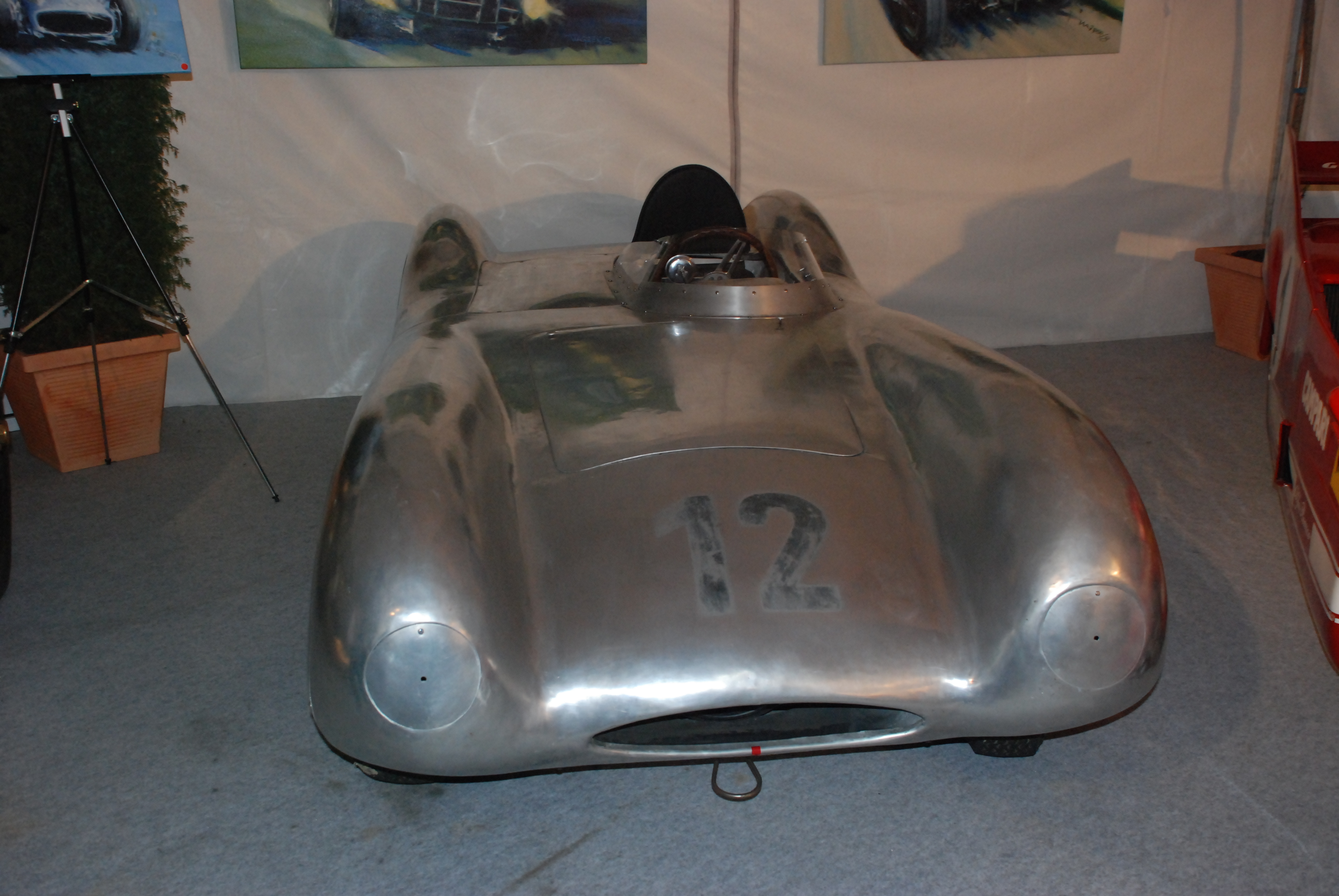
1,5-Liter Rennsportwagen, Bj. 1954

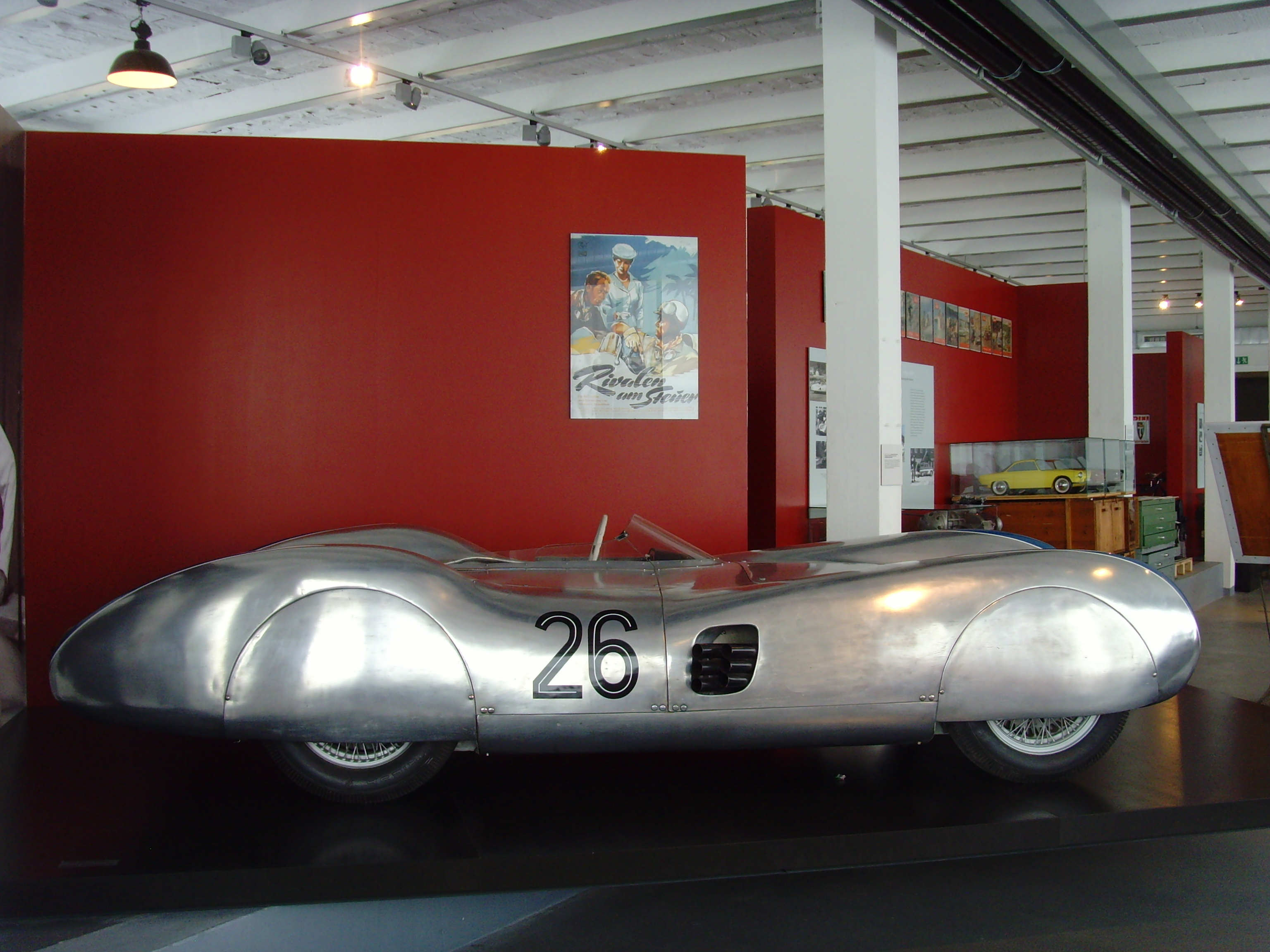
1,5-Liter Rennsportwagen R3/55 im Museum automobile welt eisenach

Die AWE Rennsportwagen (bis Ende 1955 EMW Rennsportwagen) waren eine Serie von Rennsportwagen, die zwischen 1953 und 1955 im Automobilwerk Eisenach vom dort angesiedelten EMW/AWE Rennkollektiv konstruiert und von 1954 bis 1956 in nationalen und internationalen Rennen eingesetzt wurden.

## Vorgeschichte
Anfang 1951 beauftragte die DDR-Regierung eine Gruppe von Fahrzeugkonstrukteuren, zunächst unter der Leitung von Ernst Ring, später unter Leitung von Arthur Rosenhammer, im Versuchs- und Prüfamt des DAMW in Berlin-Johannisthal ein Rennkollektiv aufzubauen und auf der Basis des in Eisenach gefertigten BMW 328 einen konkurrenzfähigen Rennwagen zu konstruieren, um im Straßenrennsport die Leistungsfähigkeit der sozialistischen Industrie zu beweisen. Mit dem aus dem BMW-Modell entwickelten Rennsportwagen R1 gelang 1952 ein Sieg auf der AVUS. Nach Ende der Rennsaison 1952 wurde das Rennkollektiv 1953 nach Eisenach in die dortigen Eisenacher Motorenwerke verlegt und als EMW-Rennkollektiv weitergeführt, das für die anstehende Rennsaison 1953 die aus Johannisthal übernommenen Fahrzeuge und die vier ab 1950 von den Eisenacher BMW-Werken auf Basis des BMW 328 und seines Nachfolgers BMW 340 konstruierten Rennwagen zur Verfügung hatte. Das aus Johannisthal mitgebrachte Material war verschlissen und es war absehbar, dass die Fahrzeuge in der neuen Saison nicht mehr konkurrenzfähig sein würden. Das nach dem Umzug personell stark umbesetzte Kollektiv begann folglich so früh wie möglich mit der Entwicklung eines neuen 1,5-Liter-Rennwagens. Die Rennsaison 1953 bestritt das Rennkollektiv noch mit weiterentwickelten Fahrzeugen, die aus Johannisthal übernommen wurden. Mit einem dieser Wagen trat Edgar Barth für das EMW-Rennkollektiv zum Großen Preis von Deutschland 1953 auf dem Nürburgring an. Es war das einzige Mal, dass sich ein DDR-Rennstall an einem Rennen zur Automobilweltmeisterschaft beteiligte.

## Neuentwicklung ab 1954
In die Rennsaison 1954 wollte das Rennkollektiv mit völlig neu konstruierten, stromlinienförmigen Rennfahrzeugen starten. Für diese wurde auch ein neuer Motor entwickelt, der nun erstmals nicht mehr auf dem Motor des BMW 328 basierte.

### Motor

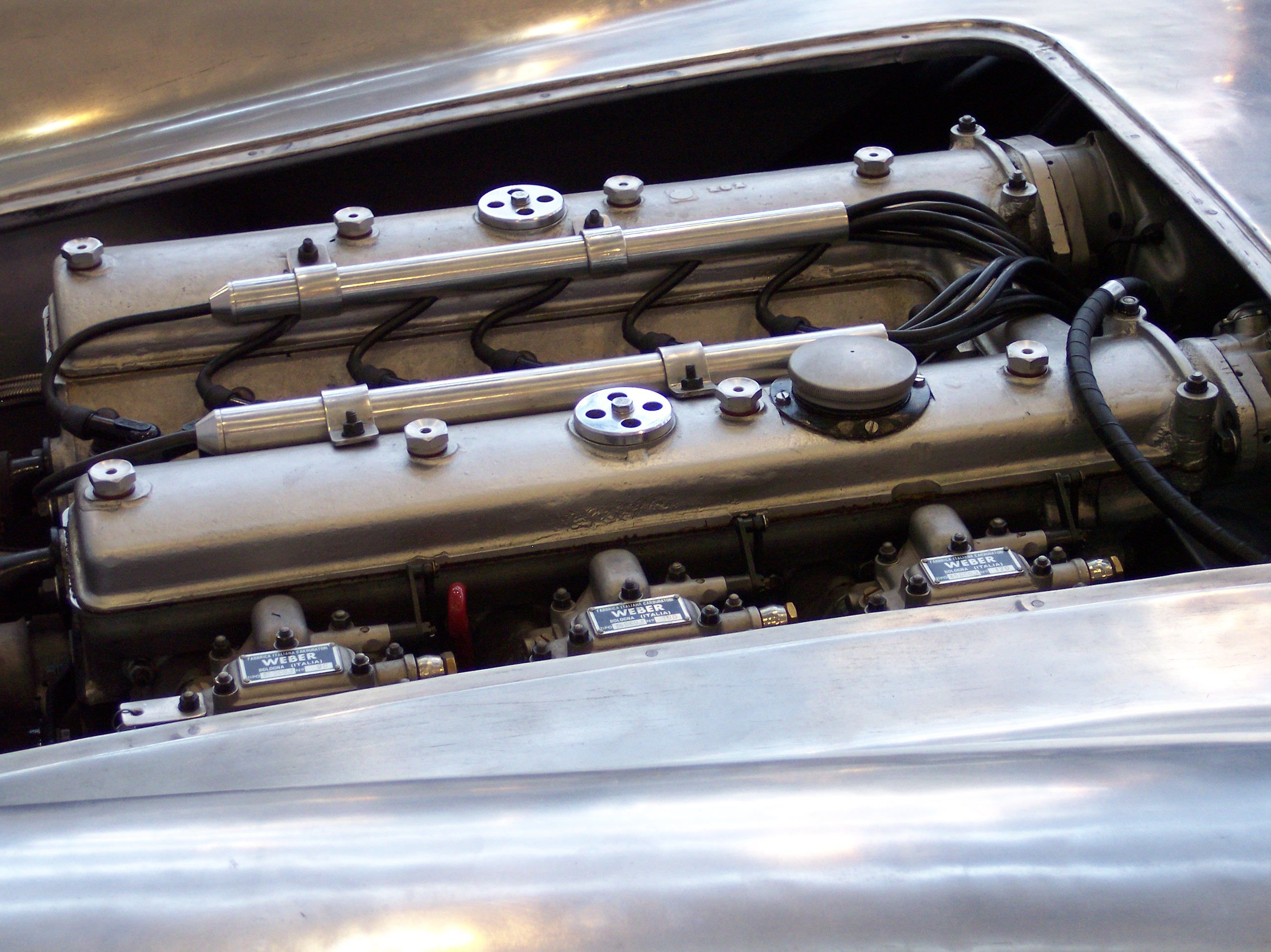
Der EMW 1,5-Liter-Rennmotor

Grundlage der neuen Rennsportwagen war der neu entwickelte Rennmotor, ein Sechszylinder-Viertakt-Reihenmotor aus Leichtmetall mit zwei oben liegenden Nockenwellen, zwei über Schlepphebel betätigten Ventilen pro Zylinder und Doppelzündung mit zwei Zündkerzen pro Zylinder. Der Motor leistete mit einem Hubraum von 1498 Kubikzentimetern 138 PS bei 7000 min−1. Die Ansaugkanäle waren geradeliegend geführt und sorgten mit drei Doppelflachstromvergasern für eine optimale Gemischaufbereitung des damals vorgeschriebenen Kraftstoffes OZ 90. Anfangs wurde eine in vier Mehrstoff-Gleitlagern laufende Kurbelwelle verwendet, die später durch eine rollengelagerte Welle mit Hirth-Verzahnung ersetzt wurde. Bei Bedarf konnte ein Ölkühler zugeschaltet werden.

### EMW 1500
Der Bau der neuen Rennwagen begann im Winter 1953/54. Neben dem neu entwickelten Motor waren auch das Fahrgestell, die Vorderachse mit Einzelradaufhängung, die Hinterachse nach dem De-Dion-Prinzip, jeweils mit Drehstabfederung neue Konstruktionen. Die 280-mm-Trommelbremsen wurden vom EMW 340-2 übernommen, hatten aber eine verbesserte Wärmeabfuhr. Die Zweikreisbremsanlage war in Vorder- und Hinterachse unterteilt; der in den zweiten Fahrersitz integrierte Benzintank hatte ein Fassungsvermögen von 90 Litern. Wegen dieser Tankanordnung gab es nur eine Tür. Vom Vorgänger wurden einzig die Drahtspeichenräder mit Kerbverzahnung und Schnellverschlussnaben übernommen, die bei den neuen Wagen von der Stromlinienverkleidung verdeckt wurden.
Da die geplanten vier neuen Fahrzeuge zum Saisonbeginn noch nicht alle fertiggestellt waren, startete das Kollektiv zum Saisonauftakt am 16. Mai 1954 in Leipzig mit nur einem neuen Fahrzeug. Arthur Rosenhammer als erfahrenstem Fahrer des Kollektivs war es vorbehalten, diesen Wagen zu lenken. Zum Eifelrennen am 23. Mai auf dem Nürburgring war dann der zweite Wagen einsatzbereit und wurde von Edgar Barth gesteuert.
Nachdem Rosenhammer im ersten Rennen in Leipzig den ersten Platz belegen konnte, schied er auf dem Nürburgring mit einem Kupplungsschaden aus, Barth erreichte Platz zehn. Im August 1954 traten Rosenhammer und Barth noch einmal auf dem Nürburgring an, diesmal zum Großen Preis von Deutschland, einem Sportwagenrennen im Rahmenprogramm zum Großen Preis von Europa 1954, bei dem Barth Sechster wurde und Rosenhammer erneut ausfiel, diesmal bereits im Training mit einem Getriebeschaden. Paul Thiel belegte mit dem letztmals verwendeten Vorjahresfahrzeug einen beachtlichen zwölften Platz. Am 19. September auf der AVUS erreichten Barth und Thiel die Plätze vier und sieben, Rosenhammers Fahrzeug fing nach einem Bruch der Benzinleitung Feuer, sodass er aufgeben musste. Auch bei den nachfolgenden Rennen in Dresden und Bernau konnten keine Siege erzielt werden.
Am 3. Dezember 1954 erzielte Arthur Rosenhammer mit dem 1,5-Liter-Rennsportwagen auf der Rennstrecke bei Dessau einen Geschwindigkeitsweltrekord über 10 Meilen mit einer Durchschnittsgeschwindigkeit von 229,5 km/h.

### EMW R3/55
In der Winterpause 1954/55 wurden vier weitere Fahrzeuge konstruiert, bei denen aufgrund der Erfahrungen der Saison 1954 gezielte Verbesserungen an Fahrwerk, Lenkung, Bremsen und Karosserie vorgenommen wurden.
Alle vier neuen Fahrzeuge waren zum Saisonauftakt am 15. Mai 1955 in Dessau einsatzbereit. Neben Barth, Rosenhammer und Thiel wurde Egon Binner als Fahrer unter Vertrag genommen. Barth, Rosenhammer und Thiel gelang ein Dreifachsieg vor Ernst Lautenschläger auf einem Porsche.
Edgar Barth und Paul Thiel gelang auch beim Eifelrennen 1955 auf dem Nürburgring ein vielbeachtetes Resultat. Edgar Barth gewann die Sportwagenklasse bis 1,5 Liter des über zehn Runden (228,10 km) ausgetragenen Rennens in der Zeit von 1:53:19,6 Stunden bzw. mit einem Durchschnitt von 120,8 km/h vor seinem Teamkollegen Thiel und Wolfgang Seidel auf Porsche 550. Im Training fuhr Barth mit 10:39,1 Minuten bzw. 128,5 km/h die schnellste Runde der Sportwagen bis 1,5 Liter Hubraum, 16,5 Sekunden kürzer als Richard von Frankenbergs Rundenrekord aus dem Vorjahr auf einem Porsche 550. Beim Leipziger Stadtparkrennen belegten die EMW-Fahrer die Plätze eins bis vier, Rosenhammer gelang ein dritter Platz auf der AVUS.
Zum Saisonwechsel 1955/56 wurde das EMW-Rennkollektiv in AWE-Rennkollektiv umbenannt, nachdem die Eisenacher Motorenwerke bereits seit 1954 als Automobilwerk Eisenach firmierten. Am 29. April 1956 nahmen Rosenhammer und Barth auf ihren 1955er AWE-Rennsportwagen am Großen Preis von Paris in der französischen Hauptstadt teil, belegten Platz drei und vier. Zum Saisonauftakt in den beiden deutschen Staaten wurden die Fahrzeuge technisch nochmals überholt, erhielten unter anderem eine Fünfgangschaltung und eine Optimierung der Motoren.
Beim ADAC-1000-km-Rennen am 27. Mai 1956 auf dem Nürburgring, zu dem 61 Wagen gemeldet waren und 57 antraten, startete das AWE-Rennkollektiv mit zwei Fahrzeugen. Um die Zuverlässigkeit zu erhöhen und die 44 Runden zu überstehen, hatte das Team die Motorleistung reduziert; aber dennoch fielen Paul Thiel/Egon Binner in Runde 29 mit Motorschaden aus. Die Mannschaft Edgar Barth/Arthur Rosenhammer mit der Startnummer 26 hingegen belegte Platz sieben im Gesamtklassement und wurde mit einer Runde Rückstand Dritte in der Sportwagenklasse bis 1500 cm³ hinter den Porsche 550 RS von Wolfgang von Trips/Umberto Maglioli und Richard von Frankenberg/Hans Herrmann. In 8:05:54,2 Stunden legten Barth/Rosenhammer 43 Runden bzw. 980,83 km zurück; das entspricht einer Durchschnittsgeschwindigkeit von 121,1 km/h. Die Sieger Moss/Behra/Taruffi/Schell auf Maserati 300S mit 3-Liter-Motor fuhren einen Durchschnitt von 129,8 km/h.
Ein letztes Aufeinandertreffen mit den Rennfahrern von Porsche gab es am 16. September 1956 auf der AVUS, bei denen AWE nach Porsche den dritten und vierten Platz erreichte. Zum letzten Mal startete das Rennkollektiv am 23. September 1956 in Dessau bei einem Rennen, an dem die westdeutsche Konkurrenz nicht teilnahm. Barth siegte vor Rosenhammer und Thiel. Nach der Saison 1956 wurde die Entwicklung von Rennsportfahrzeugen im Automobilwerk Eisenach gestoppt und das Rennkollektiv im April 1957 aufgelöst. Edgar Barth wechselte daraufhin 1957 in die Bundesrepublik zu Porsche.

## Technische Daten des EMW R3/55
| Kenngrößen            | Daten (1954/55) |
| --------------------- | --- |
| Motor                 | Sechszylinder-Reihenmotor |
| Bohrung × Hub         | 66 × 73 mm |
| Hubraum               | 1498 cm³ |
| Verdichtung           | 9,5 : 1 |
| Gemischaufbereitung   | drei Doppel-Flachstromvergaser |
| Zündung               | Doppelzündung |
| Nennleistung          | 138 PS (101 kW) bei 7000/min |
| max. Drehmoment       | 14,5 kpm (142,2 Nm) bei 5500/min |
| Kurbelwelle           | vierfach gelagert |
| Motorsteuerung        | zwei Ventile pro Zylinder, über Schlepphebel betätigt, zwei obenliegende Nockenwellen, Antrieb durch geradverzahnte Stirnräder                                                                                              |
| Treibstoff            | OZ 90 |
| Tankinhalt            | 90 Liter |
| Kühlung               | Wasser (etwa 12 Liter) |
| Kupplung              | Zweischeibenkupplung |
| Getriebe              | 4-Gang-Schaltgetriebe, Antrieb über Kardanwelle auf die Hinterachse, selbstsperrendes Differenzialgetriebe |
| Rahmen und Karosserie | Gitterrohrrahmen und Aluminiumkarosserie |
| Radaufhängung vorn    | Einzelradaufhängung an je zwei unterschiedlich langen Querlenkern, längsliegende Drehstabfedern, auf die oberen Querlenker wirkend, schräg stehende Teleskopstoßdämpfer zwischen den unteren Querlenkern und Rahmentraverse |
| Radaufhängung hinten  | De-Dion-Achse mit oberem Dreieckslenker, Federung über längsliegende Drehstabfedern und Kurbelarme, schrägstehende Teleskopstoßdämpfer                                                                                      |
| Bremsen               | hydraulisch betätigte Zweikreis-Duplexbremse, getrennt auf Vorder- und Hinterräder wirkend, Bremstrommeln mit Kühlrippen, Ø 280 mm                                                                                          |
| Radstand              | 2150 mm |
| Spur                  | 1000/1170 mm |
| Trockengewicht        | ca. 500 kg |
| Höchstgeschwindigkeit | ca. 235 km/h |

## Verbleib der Fahrzeuge
Von den zwischen 1953 und 1955 gebauten acht Fahrzeugen existieren noch mindestens fünf Exemplare. Eines davon ist im Museum automobile welt eisenach zu sehen, zwei erhielt nach Auflösung des Rennkollektivs das Verkehrsmuseum Dresden. Mindestens zwei weitere Fahrzeuge befinden sich in Privatbesitz. Das Fahrzeug in der Sammlung der automobile welt eisenach ist seit 2024 wieder vollumfänglich einsatzbereit und wurde mehrfach öffentlich gefahren.

## Trivia
Das Rennkollektiv und seine Fahrzeuge bildeten den Hintergrund für den 1956 gedrehten DEFA-Spielfilm Rivalen am Steuer, in dem die Fahrzeuge im Einsatz zu sehen sind. Der Film handelt von einem fiktiven Rennfahrer, der sich gegen eine Karriere in Westdeutschland für eine Mitarbeit im EMW-Rennkollektiv entscheidet. Die Fahrer des Kollektivs wirkten an dem Film als Fahrer der Rennwagen bzw. Komparsen mit.